# Lago de Brienz
O Lago de Brienz é um lago localizado no cantão de Berna, Suíça. Localiza-se a norte dos Alpes.